# Port lotniczy Matsuyama
Port lotniczy Matsuyama (jap. 松山空港 Matsuyama Kūkō; IATA: MYJ, ICAO: RJOM) – port lotniczy położony 5,6 km na południowy zachód od Matsuyamy w prefekturze Ehime, w Japonii.

## Linie lotnicze i połączenia
- All Nippon Airways (Nagoja-Centrair, Osaka-Itami, Osaka-Kansai, Tokio-Haneda)
- Amakusa Airlines (Kumamoto)
- Asiana (Seul-Incheon)
- China Eastern Airlines (Szanghaj-Pudong)
- Japan Airlines (Fukuoka, Nagoja-Komaki, Tokio-Haneda)
  - Japan Airlines obsługiwane przez Japan Air Commuter (Fukuoka, Kagoshima, Osaka-Itami)
  - Japan Airlines obsługiwane przez Japan Transocean Air (Okinawa)